# Galatea (satélite)
Galatea (del griego: Γαλάτεια), también conocido como Neptuno VI, es el cuarto satélite interior más cercano a Neptuno. Fue nombrado en honor a Galatea, una de las cincuenta ninfas Nereidas de la mitología griega, de quien el cíclope Polifemo estaba en vano enamorado. Antes de su nombramiento el 16 de septiembre de 1991, fue designado provisionalmente como S/1989 N 4.

## Descubrimiento

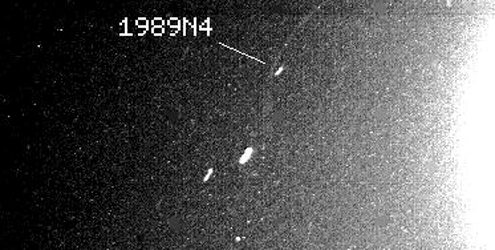
Galatea dentro de un débil arco de anillos cerca de Neptuno.

Galatea fue descubierto a finales de julio de 1989 a partir de las imágenes tomadas por la sonda espacial Voyager 2. El descubrimiento fue anunciado el 2 de agosto de 1989 y menciona "10 fotogramas tomados durante 5 días", lo que implica una fecha de descubrimiento anterior al 28 de julio.

## Características físicas
Galatea tiene una forma irregular. Es probable que se trate de un conjunto de escombros reacumulados a partir de fragmentos de los satélites originales de Neptuno, que fueron destrozados por perturbaciones de Tritón poco después de la captura de este en una órbita inicial muy excéntrica.

## Órbita
Dado que la órbita de Galatea se encuentra por debajo del radio de la órbita sincrónica de Neptuno, está girando lentamente en espiral hacia Neptuno debido a la desaceleración de mareas y eventualmente puede impactar la atmósfera de Neptuno o dividirse en un anillo planetario al pasar el límite de Roche debido a la fuerza de marea.
Galatea parece ser un satélite pastor del anillo de Adams, que se encuentra a 1 000 kilómetros de distancia de la órbita de Galatea. La masa de Galatea se ha estimado basándose en las perturbaciones radiales que induce en el anillo.